# Петра Шмітт
Петра Шмітт (угор. Petra Schmitt; нар. 24 жовтня 1971) — колишня угорська тенісистка.
Найвищу одиночну позицію світового рейтингу — 419 місце досягла 8 липня 1991, парну — 287 місце — 2 квітня 1990 року.

## Фінали ITF

### Парний розряд (0-1)
| Результат | Дата              | Турнір             | Покриття | Партнерка        | Суперниці                      | Рахунок  |
| --------- | ----------------- | ------------------ | -------- | ---------------- | ------------------------------ | -------- |
| Поразка   | 30 листопада 1987 | Будапешт, Угорщина | Ґрунт    | Кароліна Шнайдер | Катрін Єкселл Моніка Лундквіст | 3–6, 2–6 |